# 仙人指
仙人指（學名：Schlumbergera × buckleyi）也叫圆齿蟹爪兰、圣诞仙人掌（英語：Christmas cactus），是野仙人指和蟹爪兰的园艺杂交种。

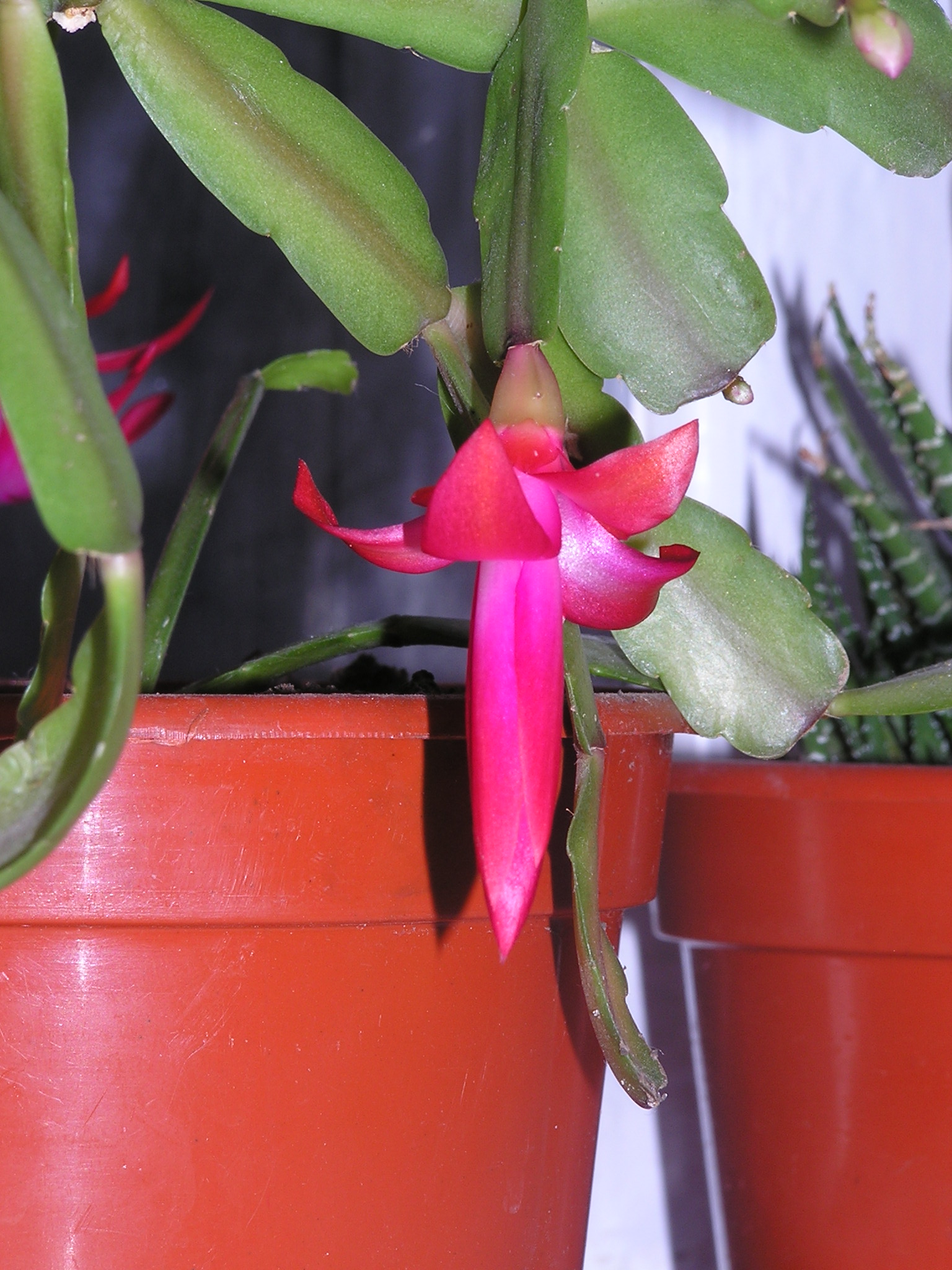
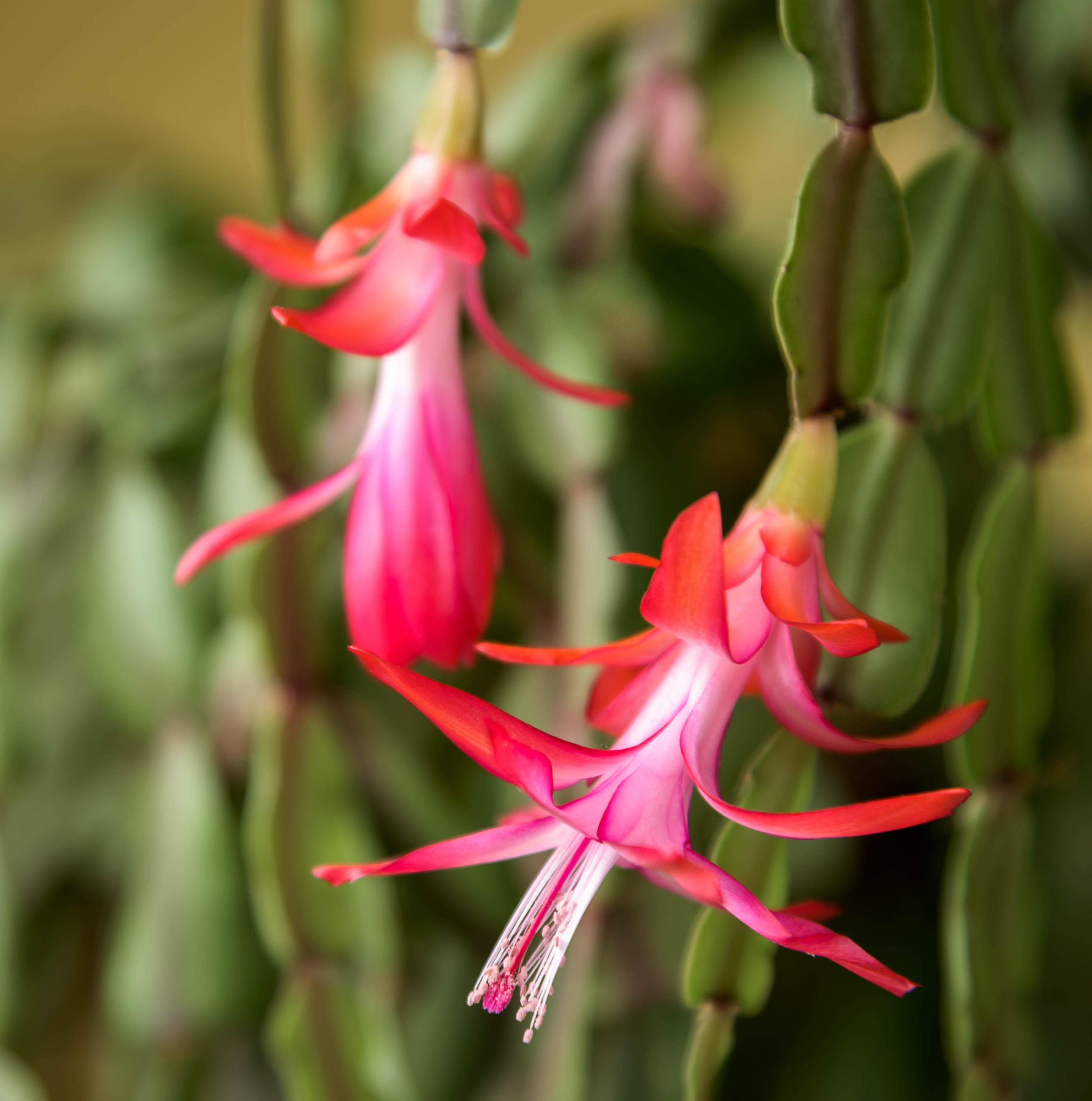
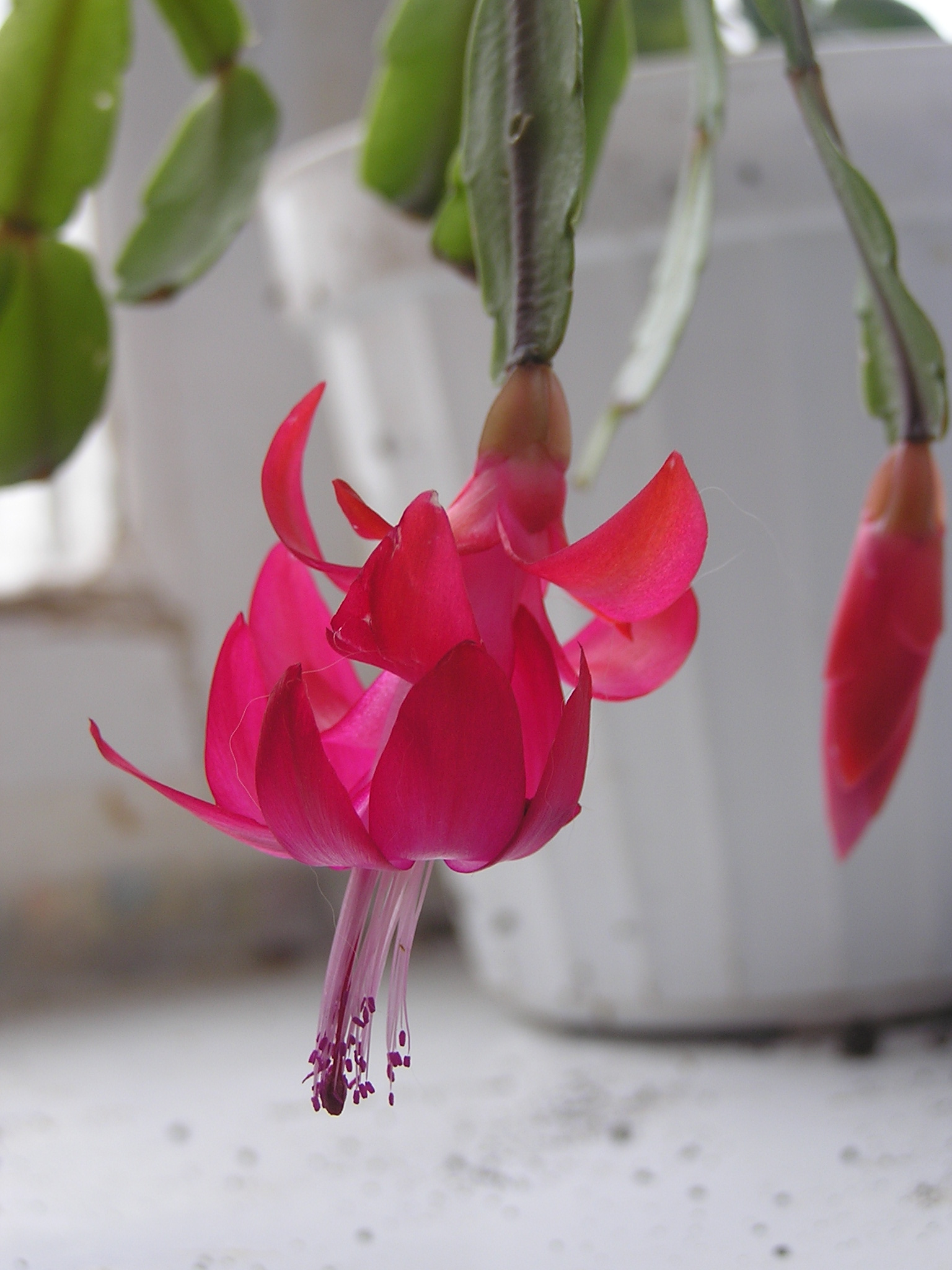
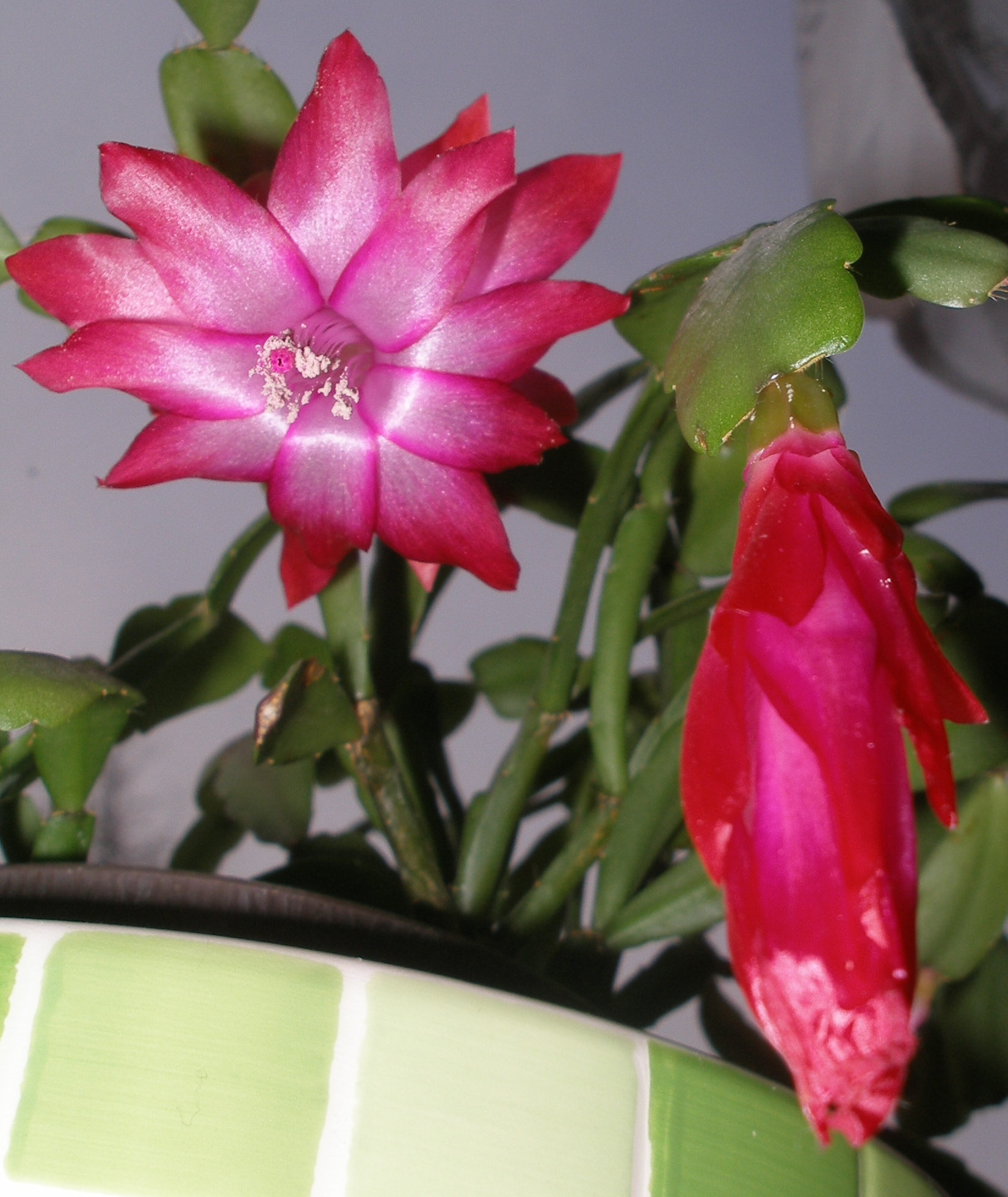